# Jessie (TV-serie)
Jessie är en amerikansk TV-serie som hade premiär den 30 september 2011 på Disney Channel. Det blev fyra säsonger av serien och det sista avsnittet sändes i USA 16 oktober 2015. Serien skapades och producerades av Pamela Eells O'Connell. Debby Ryan spelar Jessie, en liten småstadsflicka från Texas som flyttar till New York och blir barnflicka till en rik familjs fyra, livliga barn som spelas av Peyton List, Cameron Boyce, Karan Brar och Skai Jackson.

## Handling
Serien följer Jessie Prescott, en 19-årig småstadsflicka. Hon, med sin stora dröm om att bli skådis, gör uppror mot sin stränge far, en sergeant inom marinen. Hon beslutar sig för att lämna militärbasen i Texas där hon tillbringat sin barndom och flyttar till New York. Hon accepterar ett jobb som barnflicka och flyttar in i en takvåningslägenhet på Upper East Side. Där bor den rika familjen Ross: föräldrarna Morgan och Christina, deras fyra stökiga barn, Emma, Luke, Ravi och Zuri samt ett husdjur. Med en helt ny värld av upplevelser som öppnas för henne, ger sig Jessie ut på nya äventyr i den stora staden, samtidigt som hon måste ta hand om fyra stökiga barn. Hon får hjälp av en motvillig Bertram, familjens sarkastiska betjänt, och Tony, husets 22-årige dörrvakt. Med den här familjen händer det alltid något och barnen håller henne ständigt sysselsatt.

## Huvudfigurer

### Skådespelare
- Jessie Prescott (Debby Ryan) är en idealistisk och påhittig 19-åring från landsbygden i Texas som flyttar till New York för att förverkliga sina drömmar, att bli skådis, och blir barnflicka  till de fyra bortskämda Ross-barnen.
- Emma Ross (Peyton List) är en ivrig, men naiv 13-årig flicka som älskar mode. Hon dissar ofta Jessies stil, men hjälper gärna till när det gäller hennes barnflickas tragiska kärleksliv. Hon är även familjens enda biologiska barn.
- Lucas "Luke" Ross (Cameron Boyce) är en busig 12-årig pojke som adopterades vid fem års ålder från Detroit. Han är en duktig dansare och älskar tv-spel. Han anser sig själv vara en kvinnokarl och stöter jämt på sin barnflicka Jessie. Han, till skillnad från sin bror Ravi, framstår ofta som osmart och korkad när det gäller skola och betyg.
- Ravi Ross (Karan Brar) är en 10-årig pojke från Indien och det senaste adoptivbarnet att ansluta sig till familjen Ross. Han är präglad av hans hemlands kultur, men är nöjd med sitt nya liv i Amerika. Han är även det ända barnet i familjen som satsar på skolan och har mycket bra betyg, och är därför en impopulär, ensam elev. Hans ända vän är hans enorma ödla, Mr/Mrs Kippling.
- Zuri Ross (Skai Jackson) är en fantasifull 7-årig flicka, som adopterades från Afrika vid födseln. Hon är den yngsta barnet i familjen och är väldigt kreativ, fantasifull och upprorisk. Zuri följer sina egna idéer (hur galna de än är) och gör alltid som hon själv vill.
- Bertram Winkle (Kevin Chamberlin) är familjens sarkastiska, lata betjänt som egentligen avskyr sitt jobb och han undviker ständigt barnen och deras barnflicka så mycket som möjligt. Han jobbar sällan och tillbringar dagarna med att vila, äta ost och lyssna på opera i den enorma takvåningen.

Återkommande roller:
- Chris Galya - Tony, dörrvakten.
- Frank - Mrs. Kipling förut Mr. Kipling, Ravis älskade husdjur.
- Carolyn Hennesy - Rhoda Chesterfield, dem elaka grannen.
- Christina Moore - Christina Ross, mamman i familjen Ross.
- Charles Esten - Morgan Ross, pappan i familjen Ross.

### Fotnoter
1. ↑  Ross, Robyn (10 augusti 2011). ”Exclusive: Debby Ryan's Disney Series Jessie Gets a Premiere Date”. TV Guide. Arkiverad från originalet den 12 november 2011. https://web.archive.org/web/20111112004019/http://www.tvguide.com/News/Debby-Ryan-Jessie-1036266.aspx. Läst 10 augusti 2011.
2. ↑  Rose, Lacey (15 mars 2011). ”'Suite Life's' Debby Ryan Gets Her Own Disney Channel Series”. The Hollywood Reporter. http://www.hollywoodreporter.com/news/suite-lifes-debby-ryan-gets-167912. Läst 7 april 2011.
3. ↑  Jessie's going to Hollywood — see an exclusive clip from the series finale, Dalene Rovenstine (15 oktober 2015). Läst 15 oktober 2015.